# Heriger
Heriger dit aussi Hugues,  Huogger ou Huoggi fut abbé de Fulda puis archevêque de Mayence de 913 à sa mort, le 1er décembre 927.
Son attachement pour Conrad, roi de Germanie se montra lors du soulèvement de plusieurs seigneurs allemands contre ce prince. Heriger intervenait souvent dans les actes de Conrad. Conrad ayant convoqué un ban de la nation l’an 916, au château d'Altheim, dans l’arrondissement actuel de Danube-Ries pour juger les rebelles, Hériger y appela les évêques d’Allemagne ce qui forma une assemblée mixte. Les évêques excommunièrent le duc Arnoul de Bavière, Eitanger et Berthold, son frère, dont le premier fut ensuite proscrit par les états, et les deux autres condamnés à être décapités ; ce qui fut exécuté le 24 janvier 917.
À la mort du roi Conrad en 919, Henri, duc de Saxe, ayant été élevé sur le trône de Germanie par la diète de Fritzlar, Hériger s’offrit de le couronner du diadème et de lui administrer l’onction royale. Mais le prince, nous dit Widukind, s'excusa modestement de recevoir l’un et l’autre, disant que « c’était assez pour lui d’avoir par ses ancêtres le titre de roi, et qu’à l’égard du diadème et de l’onction, [il se jugeait] indigne de tels honneurs. »
En 921, Hériger était présent au traité de Bonn, signé le 7 novembre entre Charles III le Simple et Henri l'Oiseleur, souverains respectifs de Francie occidentale et de Francie orientale, par lequel les deux rois reconnaissaient mutuellement leur autorité.
Un an plus tard, il a pris part au Synode de Coblence et était également présent à la Diète de Worms en novembre 926.

## Source
- L'Art de vérifier les dates, publié en 1750 par Charles Clémencet, avec la collaboration de Maur Dantine et d'Ursin Durand.
- Widukind de Corvey: Widukinds Sachsengeschichte. dans: Quellen zur Geschichte der sächsischen Kaiserzeit, par Albert Bauer, Reinhold Rau (Freiherr vom Stein- Gedächtnisausgabe, Band 8), Darmstadt 1971, p. 1–183.